# Borden Classic maggio 1979 - Singolare
Il singolare del torneo di tennis Borden Classic del maggio 1979, facente parte dei Tornei di tennis femminili indipendenti nel 1978, ha avuto come vincitrice  Martina Navrátilová che ha battuto in finale Tracy Austin con il punteggio di 6–1, 6–1.

## Tabellone

### Legenda
| - Q = Qualificato - WC = Wild card - LL = Lucky loser | - ALT = Alternate - SE = Special Exempt - PR = Protected Ranking | - w/o = Walkover - r = Ritirato - d = Squalificato |

|  | Primo turno         | Primo turno         | Primo turno         | Primo turno | Primo turno |  |  | Semifinali          | Semifinali          | Semifinali          | Semifinali   | Semifinali   |   |   | Finale              | Finale              | Finale              | Finale | Finale |  |
|  |                     |                     |                     |             |             |  |  |                     |                     |                     |              |              |   |   |                     |                     |                     |        |        |  |
|  | Martina Navrátilová | Martina Navrátilová | Martina Navrátilová | 6           | 6           |  |  |                     |                     |                     |              |              |   |   |                     |                     |                     |        |        |  |
|  | Terry Holladay      | Terry Holladay      | Terry Holladay      | 1           | 0           |  |  | Martina Navrátilová | Martina Navrátilová | Martina Navrátilová | 6            | 6            |   |   |                     |                     |                     |        |        |  |
|  | Kathy May           | Kathy May           | 5                   | 6           | 6           |  |  | Kathy May           | Kathy May           | Kathy May           | 4            | 3            |   |   |                     |                     |                     |        |        |  |
|  | Rosie Casals        | Rosie Casals        | 7                   | 2           | 2           |  |  |                     |                     |                     |              |              |   |   | Martina Navrátilová | Martina Navrátilová | Martina Navrátilová | 6      | 6      |  |
|  | Betty Stöve         | Betty Stöve         | Betty Stöve         | 6           | 6           |  |  |                     |                     | Tracy Austin        | Tracy Austin | Tracy Austin | 1 | 1 |                     |                     |                     |        |        |  |
|  | Stacy Margolin      | Stacy Margolin      | Stacy Margolin      | 3           | 3           |  |  | Betty Stöve         | Betty Stöve         | Betty Stöve         | 2            | 2            |   |   |                     |                     |                     |        |        |  |
|  | Tracy Austin        | Tracy Austin        | Tracy Austin        | 6           | 6           |  |  | Tracy Austin        | Tracy Austin        | Tracy Austin        | 6            | 6            |   |   |                     |                     |                     |        |        |  |
|  | Laura Dupont        | Laura Dupont        | Laura Dupont        | 3           | 2           |  |  |                     |                     |                     |              |              |   |   |                     |                     |                     |        |        |  |